# Hypochalcia
Hypochalcia är ett släkte av fjärilar som beskrevs av Jacob Hübner 1825. Hypochalcia ingår i familjen mott.

## Bildgalleri

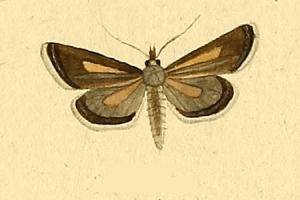

## Dottertaxa tillHypochalcia, i alfabetisk ordning[1][2]
- Hypochalcia aenealis
- Hypochalcia aeneella
- Hypochalcia aerealis
- Hypochalcia affiniella
- Hypochalcia ahenella
- Hypochalcia balcanica
- Hypochalcia bistrigella
- Hypochalcia bruandella
- Hypochalcia brunneella
- Hypochalcia burgundiella
- Hypochalcia caminariella
- Hypochalcia candelisequella
- Hypochalcia castanella
- Hypochalcia caucasica
- Hypochalcia cervinistrigalis
- Hypochalcia decorella
- Hypochalcia delineata
- Hypochalcia dignalis
- Hypochalcia dignella
- Hypochalcia dignellus
- Hypochalcia disjunctella
- Hypochalcia dispunctella
- Hypochalcia erebella
- Hypochalcia fasciatella
- Hypochalcia fuliginella
- Hypochalcia fulvosquamella
- Hypochalcia germarella
- Hypochalcia ghilianii
- Hypochalcia gianelliella
- Hypochalcia griseoaeneella
- Hypochalcia hepaticella
- Hypochalcia hulstiella
- Hypochalcia indecoralis
- Hypochalcia insuadella
- Hypochalcia lignella
- Hypochalcia longobardella
- Hypochalcia lugubrella
- Hypochalcia luridella
- Hypochalcia melanella
- Hypochalcia obscuratus
- Hypochalcia orbipunctella
- Hypochalcia oxydella
- Hypochalcia paleella
- Hypochalcia plutonella
- Hypochalcia propinquella
- Hypochalcia pyralinalis
- Hypochalcia rayatella
- Hypochalcia robustella
- Hypochalcia romanovi
- Hypochalcia rubiginella
- Hypochalcia rufivinea
- Hypochalcia staudingeri
- Hypochalcia subrubiginella
- Hypochalcia tetrix
- Hypochalcia truncatella
- Hypochalcia ukrainae
- Hypochalcia uniformata
- Hypochalcia uralicella
- Hypochalcia vesperella